# Helmut Schlüter
Helmut Schlüter (* 25. Juli 1925 in Fallingbostel; † 7. April 1967 in Soltau) war ein deutscher Gewerkschafter und Politiker (SPD).

## Leben und Beruf
Nach dem Besuch der Volksschule absolvierte Schlüter eine Handwerkslehre. Von 1943 bis 1945 nahm er als Soldat am Zweiten Weltkrieg teil. Bei Kriegsende geriet er in französische Kriegsgefangenschaft, aus der er im Jahr 1948 entlassen wurde. Anschließend arbeitete er als Maschinenbauer bei der Firma Wolff & Co. in Bomlitz, bestand im Jahr 1951 die Meisterprüfung und war von 1951 bis 1965 Vorsitzender des dortigen Betriebsrates. Von 1954 bis 1956 bildete er sich an der Akademie für Wirtschaft und Politik in Hamburg fort. Außerdem war er seit 1958 ehrenamtlich Mitglied des Hauptvorstands der IG Chemie, Papier, Keramik.

## Partei
Schlüter trat in die SPD ein, war von 1957 bis 1962 Vorsitzender des SPD-Unterbezirkes Soltau-Fallingbostel und wurde im Jahr 1963 zum Vorsitzenden des SPD-Ortsverbandes Bomlitz gewählt.

## Abgeordneter
Schlüter war seit 1952 Ratsmitglied der Gemeinde Bomlitz und Kreistagsmitglied des Landkreises Fallingbostel. Er zog am 11. September 1964 als Nachrücker für den verstorbenen Abgeordneten Kurt Schröder in den Deutschen Bundestag ein. Er wurde im Oktober 1965 über die Landesliste Niedersachsen wiedergewählt und gehörte dem Bundestag bis zu seinem Tode an.

## Öffentliche Ämter
Schlüter amtierte seit 1961 als stellvertretender Landrat des Landkreises Fallingbostel.